# Prosoplus kambangensis
Prosoplus kambangensis là một loài bọ cánh cứng trong họ Cerambycidae.